# Chajim Jehuda
Chajim Jehuda (hebrejsky: חיים יהודה, žil 9. listopadu 1917 – 1985) byl izraelský politik a poslanec Knesetu za stranu Mapam.

## Biografie
Narodil se v Káhiře v Egyptě. Během druhé světové války sloužil v britské armádě. V roce 1948 přesídlil do Izraele.

## Politická dráha
Byl aktivní v Komunistické straně Egypta. V Izraeli vstoupil do strany Mapam, byl starostou města Bejt Dagan. V izraelském parlamentu zasedl poprvé po volbách v roce 1955, do nichž šel za Mapam. Byl členem výboru pro ústavu, právo a spravedlnost, výboru pro vzdělávání a kulturu, výboru pro veřejné služby, výboru pro ekonomické záležitosti a výboru pro záležitosti vnitra. Za Mapam uspěl i ve volbách v roce 1959. Zastával post člena výboru pro ekonomické záležitosti, výboru pro vzdělávání a kulturu a výboru pro veřejné služby. Na poslanecký mandát rezignoval v červenci 1960. Jeho poslanecké křeslo pak obsadil Josef Kušnir.